# Johann Christoph Wendland
Pour les articles homonymes, voir Wendland.
Johann Christoph Wendland, né le 17 juillet 1755 et mort le 27 juillet 1828, est un botaniste.

## Biographie
Après avoir reçu une éducation élémentaire dans sa ville natale, il exerce la profession de son père, jardinier de cour auprès du prince de Löwenstein-Wertheim, et  apprend le jardinage dans le jardin d'agrément princier de Karlsruhe sous la direction du jardinier de cour Saul. Après quatre ans d'apprentissage, il poursuit sa formation à Cassel et enfin à Herrenhausen. En 1780, il y est employé comme jardinier avec un salaire fixe et doit prendre en charge la surveillance des serres du Berggarten et la supervision de la culture des ananas. Il acquiert ses connaissances botaniques sous la direction du botaniste Friedrich Ehrhardt. Avec le temps, il occupe des postes de plus en plus élevés dans sa carrière de jardinier et est promu pour la dernière fois inspecteur des jardins en 1817. Il souffre en 1821 d'une crise de goutte et la cécité d'un œil. Bien que les deux affections se soient éliminées, une nouvelle maladie apparait en 1827, à laquelle il succombe un an plus tard, à l'âge de 73 ans.